# Fissidens kalimpongensis
Fissidens kalimpongensis är en bladmossart som beskrevs av Hirendra Chandra Gangulee 1957 [1959. Fissidens kalimpongensis ingår i släktet fickmossor, och familjen Fissidentaceae. Inga underarter finns listade i Catalogue of Life.